# Bronisław Turoń
Bronisław Turoń (ur. 28 sierpnia 1923 w Chybiu, zm. 18 lipca 1984 we Wrocławiu) – polski historyk mediewista,archiwista, działacz ruchu turystycznego.

## Życiorys
Urodził się w Chybiu na Śląsku Cieszyńskim, ukończył UWr, w latach 1951–1961 pracował w Archiwum Państwowym we Wrocławiu, gdzie w 1953 założył jedno z pierwszych kół PTTK, później pracował na Uniwersytecie Wrocławskim. W 1959 założył Klub Piechurów "Perpedes" i od 1959 corocznie organizował "Rajd dookoła Wrocławia". Szczególnie interesowała go historia polskości Dolnego Śląska oraz historia i zabytki Wrocławia, był Honorowym Przodownikiem Turystyki Pieszej (nr 118H), przewodnikiem miejskim po Wrocławiu, Instruktorem Krajoznawstwa Polski, wiceprezesem Zarządu Oddziału Wrocławskiego PTTK.
W uznaniu dla jego zasług jego imieniem nazwano, składający się z 10 odcinków 141 kilometrowy żółty szlak pieszy wokół Wrocławia.
Jest pochowany na Cmentarzu Grabiszyńskim we Wrocławiu.